# Ditelureto de difenila
Ditelureto de difenila é o composto químico orgânico com a fórmula (C6H5Te)2, abreviado na literatura seguidamente como Ph2Te2, onde Ph corresponde à fenila, na língua inglesa phenyl. Este sólido colorido de laranja é o derivado oxidado do instável benzenotelurol, PhTeH. Ph2Te2 é usado como um fonte de unidades PhTe em síntese orgânica.
A molécula tem simetria C2.

## Preparação
Ph2Te2 é preparado pela oxidação de telurofenolato, o qual é gerado via o reagente de Grignard:
PhMgBr  +  Te  →  PhTeMgBr
2PhTeMgBr  + 0.5 O2  +  H2O  →  Ph2Te2  +  2 MgBr(OH)

## Toxicidade
O Ph2Te2 apresenta evidências de causar danos neurais (neurotoxicidade) em filhotes de ratos expostos a esta substância, com redução do teor de mielina e ativação da AChE (acetilcolinesterase).